# Ortwin De Wolf
Ortwin De Wolf (Lokeren, 23 aprile 1997) è un calciatore belga, portiere del Malines.

## Carriera

### Club
Cresciuto nel settore giovanile del Lokeren, ha esordito in prima squadra il 17 maggio 2017 in occasione del match pareggiato 4-4 contro il Kortrijk.

### Nazionale
L'8 ottobre 2024, dopo avere disputato 4 partite nella nazionale belga Under-21 tra il 2018 e il 2019, è stato convocato per la prima volta in nazionale maggiore in sostituzione dell'infortunato Matz Sels.

## Palmarès

### Club

#### Competizioni nazionali
- Coppa del Belgio: 1

Anversa: 2022-2023
- Campionato belga: 1

Anversa: 2022-2023
- Supercoppa del Belgio: 1

Anversa: 2023